# Nicolás I de Werle
Nicolás I, señor de Werle (h. 1210 - 14 de mayo de 1277), fue señor de Rostock desde 1229 hasta 1234 y señor de Werle desde 1234 hasta su muerte.
En la división de Mecklemburgo de 1234, recibió el señorío de Werle. Fue regente de Rostock por su hermano menor Enrique Borwin III, hasta que su hermano fuera mayor de edad.
Emprendió la guerra junto con el duque Barnim I de Pomerania contra el margraviato de Brandeburgo y perdió Perleberg, Wesenberg y Penzlin. Sin embargo, después de la muerte de su hermano Pribislao I, logró asegurar Parchim, Plau y Goldberg por sí mismo. En 1275, arbitró en un conflicto entre sus hijos.
Fuertemente apoyó la fundación de ciudades en su territorio. Vio esto como una manera de desarrollar la tierra.
Murió en 1277. Después de su muerte, sus hijos dividieron Werle entre ellos.

## Matrimonio y descendencia
Se casó alrededor de 1231 con Juta, la hija del conde Enrique I de Anhalt. Tuvieron los siguientes hijos:
- Una hija de nombre desconocido, que se casó alrededor de 1284 con Conrado I de Gützkow, alguacil de Salzwedel
- Otra hija, casada con Alberto I de Mecklemburgo
- Bernardo I, señor de Werle
- Eduvigis (m. 1287), se casó con el margrave Juan II de Brandeburgo
- Enrique I, señor de Werle-Güstrow
- Juan I, señor de Werle-Parchim
- Margarita (n. después de 1231 - m. antes del 27 de mayo de 1261), segunda esposa de Barnim I de Pomerania